# Conflandey
Conflandey ist eine Gemeinde im französischen Département Haute-Saône in der Region Bourgogne-Franche-Comté.

## Geographie
Conflandey liegt auf einer Höhe von 223 m über dem Meeresspiegel, fünf Kilometer nördlich von Port-sur-Saône und etwa 15 Kilometer nordwestlich der Stadt Vesoul (Luftlinie). Das Dorf erstreckt sich im zentralen Teil des Departements, am westlichen Talrand der Saône, an der Einmündung der Lanterne. 
Die Fläche des 5,30 km² großen Gemeindegebiets umfasst einen Abschnitt im Bereich des oberen Saônetals. Die östliche und südliche Grenze verläuft meist entlang der Saône, die hier einen nach Osten ausgreifenden Bogen zeichnet. Die Alluvialniederung der Saône liegt durchschnittlich auf 215 m und weist eine Breite von ein bis zwei Kilometern auf. Der Fluss ist zur Wasserstraße ausgebaut. Bei Conflandey mündet von Osten her die Lanterne. Die Flussufer sind meist flach, doch an den Prallhängen treten Felsen mit Höhlen hervor (darunter die Grotte du Carroussel). 

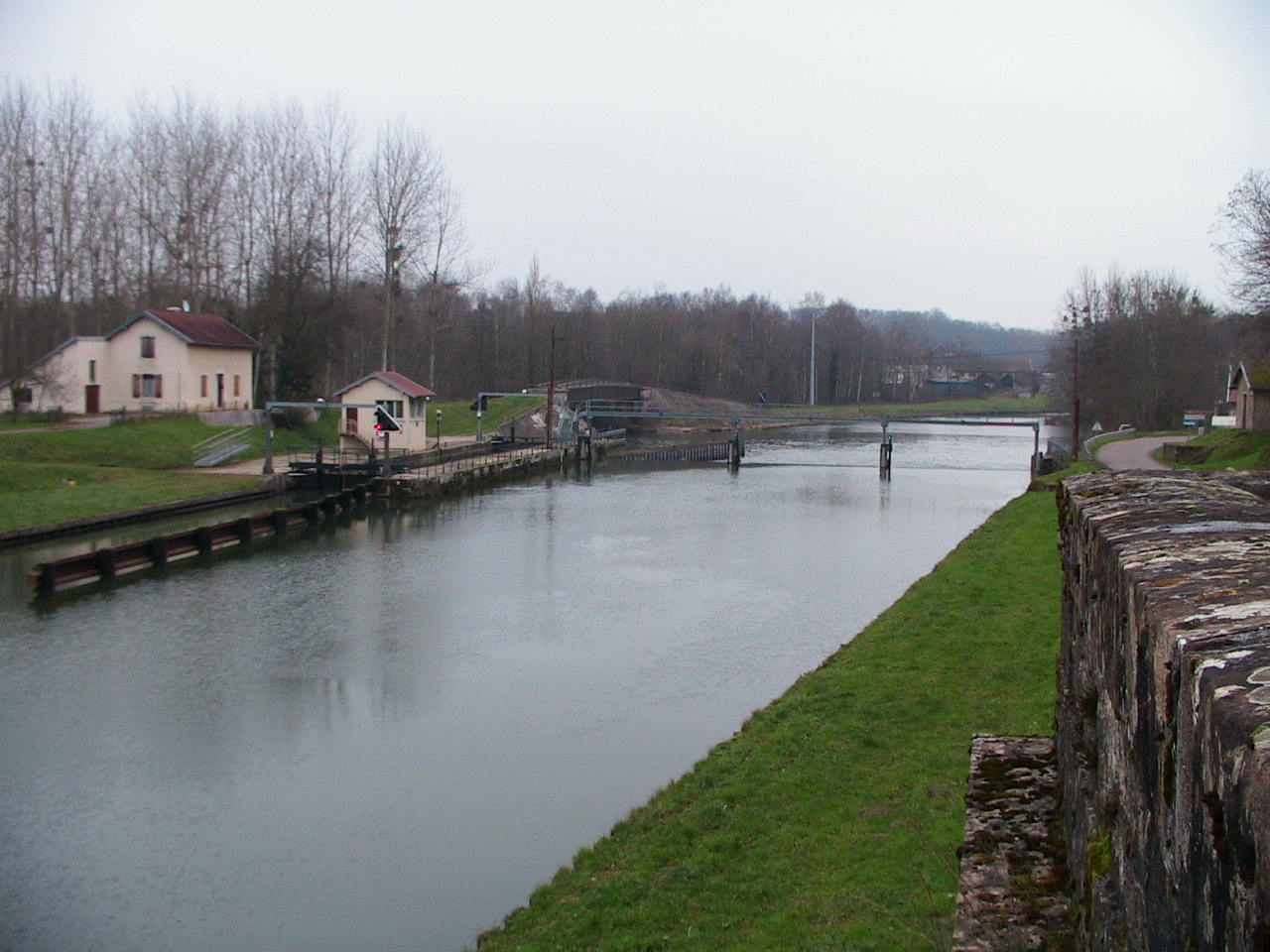
Schleusenwerk an der Saône

Vom Flusslauf erstreckt sich das Gemeindeareal westwärts über die Talaue auf das angrenzende Plateau, das aus einer Wechsellagerung von sandig-mergeligen und kalkigen Sedimenten der mittleren Jurazeit besteht. Mit 256 m wird am Fuß der Höhen von Chargey die höchste Erhebung von Conflandey erreicht. Das Gebiet zeigt ein lockeres Gefüge von Acker- und Wiesland sowie Waldflächen. Nach Nordosten reicht der Gemeindeboden über die Saône in die Niederung der Lanterne. Ehemalige Sand- und Kiesgruben sind mit Wasser gefüllt und sind heute als Naturschutzgebiet ausgewiesen oder werden für den Wassersport genutzt.
Nachbargemeinden von Conflandey sind Purgerot und Faverney im Norden, Amoncourt im Osten, Chaux-lès-Port und Port-sur-Saône im Süden sowie Chargey-lès-Port im Westen.

## Geschichte
Überreste aus der gallorömischen Zeit lassen auf eine sehr frühe Besiedlung des Gebietes schließen. Erstmals urkundlich erwähnt wird Conflandey im Jahr 1214. Im Mittelalter gehörte das Dorf zur Freigrafschaft Burgund und darin zum Gebiet des Bailliage d’Amont. Die lokale Adelsfamilie de Conflandey ist seit dem 13. Jahrhundert belegt, später ging das Lehen an die Herren von Grammont. Zusammen mit der Franche-Comté gelangte das Dorf mit dem Frieden von Nimwegen 1678 definitiv an Frankreich. Die wirtschaftliche Entwicklung des Ortes begann 1686 mit der Gründung des Eisenwerks. Im Lauf des 19. Jahrhunderts kamen eine Drahtzieherei und eine Papiermühle hinzu. Heute ist Conflandey Mitglied des Gemeindeverbandes Terres de Saône.

## Sehenswürdigkeiten

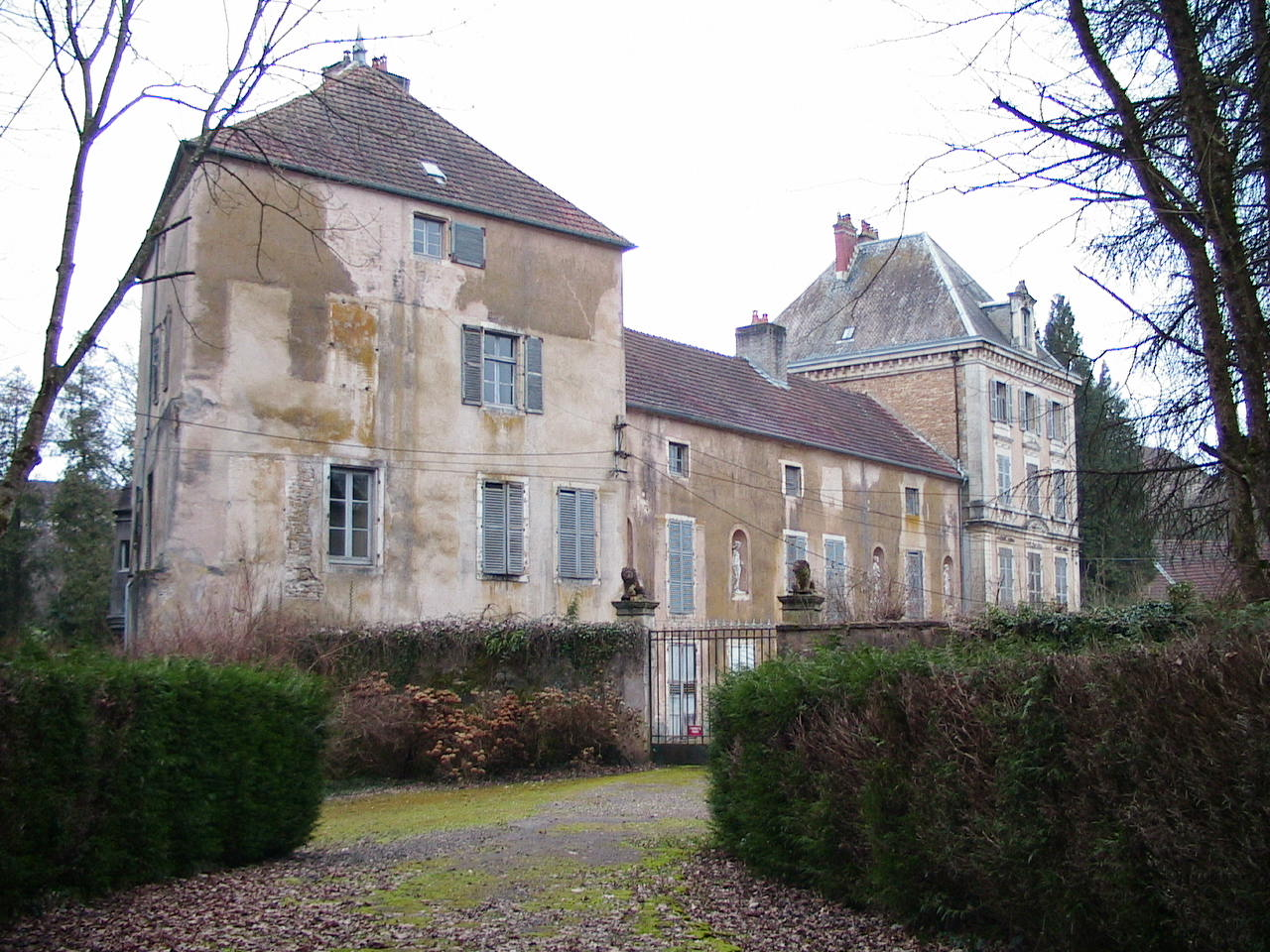
Château de Conflandey

Die Kirche Saint-Pierre wurde im 18. Jahrhundert weitgehend neu erbaut, wobei der gotische Chorraum (16. Jahrhundert) des Vorgängerbaus mit einbezogen wurde. Zur Ausstattung gehören Mobiliar und Statuetten aus dem 18. und 19. Jahrhundert sowie ein Gemälde von Maria Verkündigung (17. Jahrhundert). 
Aus dem 17. Jahrhundert stammt der Kalvarienberg im Dorf. 
Das Schloss auf einer von der Saône umflossenen Insel wurde im 18. Jahrhundert errichtet.

## Bevölkerung
| Jahr                       | 1962 | 1968 | 1975 | 1982 | 1990 | 1999 | 2006 |
| Einwohner                  | 368  | 361  | 471  | 457  | 402  | 424  | 415  |
| Quellen: Cassini und INSEE |      |      |      |      |      |      |      |

Mit 414 Einwohnern (2007) gehört Conflandey zu den kleineren Gemeinden des Département Haute-Saône. Nachdem die Einwohnerzahl in der ersten Hälfte des 20. Jahrhunderts abgenommen hatte (1906 wurden noch 439 Personen gezählt), wurde während der 1970er Jahre wieder ein Bevölkerungswachstum verzeichnet. Seither ist der Trend erneut leicht rückläufig.

## Wirtschaft und Infrastruktur
Conflandey war schon früh ein industriell geprägtes Dorf. Wichtigste Arbeitgeberin ist die Drahtfabrik (Tréfilerie de Conflandey), die mehrere Filialen in Faverney, Xertigny, Rougemont-le-Château und Nitra besitzt. Daneben gibt es einige Betriebe des lokalen Kleingewerbes, insbesondere in der Feinmechanik und Holzverarbeitung. Viele Erwerbstätige sind auch Wegpendler, die in den größeren Ortschaften der Umgebung und in der Agglomeration Vesoul ihrer Arbeit nachgehen.
Der Ort liegt abseits der größeren Durchgangsachsen. Die Hauptzufahrt erfolgt von der Departementsstraße, die von Port-sur-Saône nach Jussey führt. Weitere Straßenverbindungen bestehen mit Chargey-lès-Port und Amoncourt.